# Beleg van Amaseia
Het beleg van Amaseia was een Romeins beleg op de Pontische stad Amaseia (thans Amasya). Het beleg vond plaats in de Derde Mithridatische Oorlog tussen 73 en 70 v.Chr.. Het beleg resulteerde in een Romeinse overwinning.

## Aanloop
Bij de Romeinse overwinning bij Cyzicus wist Mithridates VI van Pontus te ontkomen. Zodoende zette Lucullus de achtervolging in en marcheerde met zijn leger naar Bithynië en Galatië. Toen Lucullus toestemming kreeg om het koninkrijk Pontus binnen te vallen splitste hij zijn leger zich in tweeën. Een van zijn legers zou naar Themiscyra marcheren om die stad in te nemen, terwijl Lucullus met het grootste deel van zijn leger zich naar Amaseia ging om die stad te belegeren.

## Belegering
Lucullus zette zijn beleg om de stad niet in alle hevigheid in. Toen de winter voorbij was zette Lucullus verder de achtervolging in op Mithridates en liet hij Lucius Licinius Murena achter om het beleg te leiden. De stad wist echter onder de Pontische generaal Callimachus stand te houden tegen de Romeinen. Toen Lucullus terugkeerde van zijn veldtocht was de situatie nog onveranderd. Callimachus was instaat geweest om elke voordeel dat hij had uit te buiten.
Op een dag dat Callimachus zijn soldaten rust had gegeven gingen de Romeinen tot de aanval over. Hierdoor konden de Romeinen in een ijltempo de muren veroveren. Toen Callimachus dit nieuws eenmaal vernam gaf hij de opdracht tot het in brand zetten van de stad. Lucullus trachtte de brand te blussen, maar zijn soldaten waren te belust op het plunderen van de stad en gaven geen gehoor aan zijn commando. De volgende dag deed Lucullus zijn intrede in de stad en volgens Plutarchus barstte hij in huilen uit van de verschrikkingen die de stad had ondergaan.

## Nasleep
Tijdens het langdurige beleg waren ook de andere belangrijke Pontische steden in de handen van de Romeinen gevallen. Lucullus liet een garnizoen van zo'n zesduizend man achter in Pontus. Ondertussen had Lucullus onderhandeling gevoerd met Tigranes II voor het uitleveren van Mithridates, maar deze onderhandelingen mislukten al snel. Hierop besloot Lucullus om met legioenen richting het Koninkrijk Armenië te marcheren om Tigranes op zijn knieën te krijgen.